# СЭС Уарзазат
СЭС Уарзазат (англ. Ouarzazate Solar Power Station) — крупная солнечная электростанция в Марокко, расположенная в области Драа — Тафилалет в 10 км к северо-западу от города Варзазат. Пиковая мощность составит 580 МВт.

## Основные сведения
Станция находится в западной части пустыни Сахара в горах Атлас.

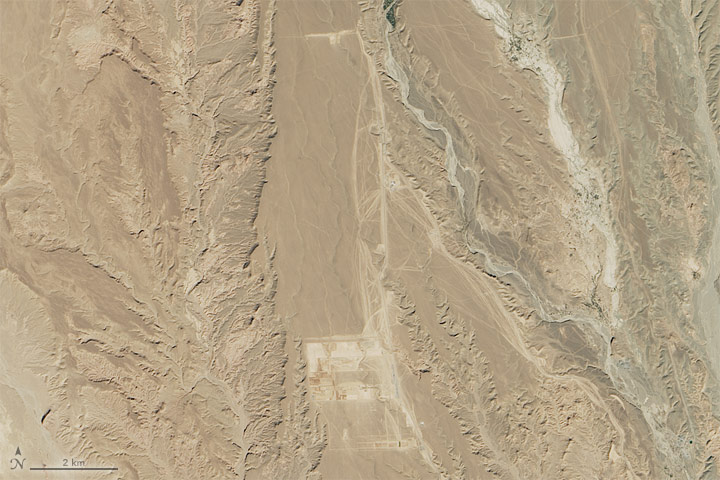
Начало строительства в декабре 2013 года

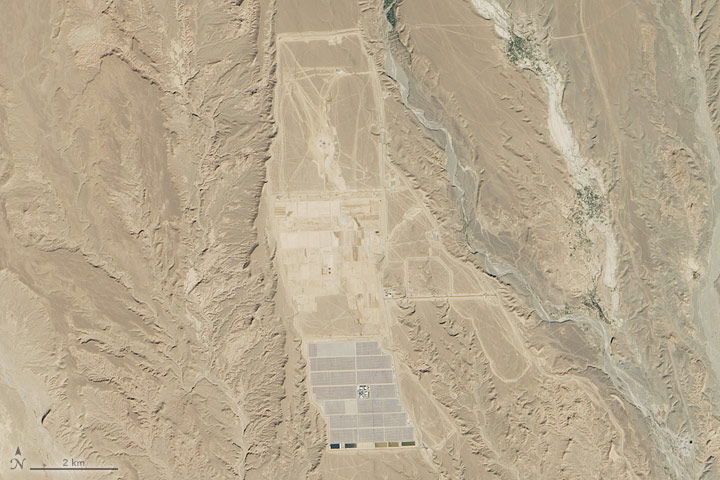
Завершение строительства первой очереди (декабрь 2015)

Станция может запасать энергию в виде разогретого солевого расплава, позволяющий вырабатывать электричество ночью. Первая очередь располагает тепловым аккумулятором ёмкостью на 3 часа. Вторая и третья очереди, которые должны быть построены к 2017 и 2018 годам, будут располагать тепловыми аккумуляторами ёмкостью по 5 — 8 часов. Что позволит покрыть пиковые вечерние нагрузки, зимой с 17:00 до 22:00, и летом с 18:00 до 23:00. После завершения строительства станция будет занимать 2500 гектар.
Место для СЭС Уарзазат было выбрано в 2011 году и являлось частью проекта Desertec стоимостью в 400 млрд €, для обеспечения Европы электроэнергией передаваемой, в том числе, под Гибралтарским проливом. Проект был разработан испанским консорциумом TSK-Acciona-Sener.
Строительство станции финансировалось крупнейшими банками, среди которых были: Европейский инвестиционный банк, Всемирный банк. Однако, в конце 2012 года многие инвесторы, включая Испанию, Bosch и Siemens покинули проект, и Марокко нашла альтернативного спонсора в лице Африканского банка развития.
По предварительным оценкам СЭС Уарзазат будет ежегодно использовать для технологических нужд от 2,5 до 3 млн м3 воды. Основными потребителями будут: первая очередь (Noor I) с влажным охлаждением, вторая и третья очереди (Noor II и III) с сухим охлаждением, а также поле гелиостатов, нуждающееся в регулярной очистке отражателей. Из-за больших объёмов водопотребления был построен специальный водопровод протяжённостью свыше 10 км от ближайшего водохранилища.
В декабре 2015 электростанция дала первый ток.
После завершения строительства, разделённого на четыре очереди, суммарная пиковая мощность составит 580 МВт. В строительстве и проектировании электростанции участвовали такие компании, как ACWA Power и другие. Детали для строительства и монтажа изготавливались в разных странах мира, включая Францию и другие государства. Самые крупногабаритные и тяжёлые детали прибывали в город Надор, расположенный на берегу Средиземного моря в северной части Марокко. После чего доставлялись автомобильным транспортом на строящуюся солнечную электростанцию.
Первоначальная стоимость строительства составляла 2,1 млрд €.
В начале 2019году закончилось строительство самой крупной солнеч. станции в мире на 3000га 30км² как х3500футб полей. 

## Первая очередь

Схема работы параболических зеркал

Первая очередь (англ. Noor 1) — солнечная тепловая электростанция с параболоцилиндрическими концентраторами. 4 февраля 2016 года король Марокко Мухаммед VI в торжественной обстановке и в присутствии многочисленных гостей, среди которых были: Сеголен Руаяль, Мустафа Баккоуру, Бертран Пиккар, произвёл пуск первой очереди.
Основные характеристики:
- площадь: 480 га;
- мощность: 160 МВт;
- ёмкость теплового аккумулятора: 3 часа;
- стоимость строительства: 7 млрд дирхамов (ок. 777 млн $).

На станции установлено полмиллиона гелиостатов. За время строительства было создано 1409 временных рабочих мест.

## Вторая очередь
Вторая очередь (англ. Noor 2) — солнечная тепловая электростанция использующая параболоцилиндрические концентраторы как и в первой очереди. Официальный запуск строительства состоялся на торжественной церемонии ввода в эксплуатацию первой очереди 4 февраля 2016 года.
Основные характеристики:
- площадь: 680 га;
- мощность: 200 МВт;
- ёмкость теплового аккумулятора: 5 — 7 часов;
- проектная годовая выработка электроэнергии: 600 млн. кВт*час;
- стоимость строительства: 810 млн €.

В целях экономии воды будет использовано сухое охлаждение.

## Третья очередь
Третья очередь (англ. Noor 3) — башенная солнечная электростанция (БСЭС). Официальный запуск строительства состоялся на торжественной церемонии ввода в эксплуатацию первой очереди 4 февраля 2016 года.
Основные характеристики:
- площадь: 750 га;
- мощность: 150 МВт;
- ёмкость теплового аккумулятора: 5 — 8 часов;
- проектная годовая выработка электроэнергии: 500 млн. кВт*час;
- стоимость строительства: 645 млн €.

В целях экономии воды будет использовано сухое охлаждение.

## Четвёртая очередь
Четвёртая очередь (англ. Noor 4) — солнечная электростанция с фотоэлектрическими панелями пиковой мощностью 80 МВт.

## Туризм
Солнечная электростанция будет хорошим туристическим местом. Планируется возведение туристического центра с обзорной площадкой, в котором будут наглядные пособия и материалы объясняющие принцип работы электростанции. Уже во время постройки СЭС её посещали официальные делегации, в составе которых были: Марио Тарасена, Роза Диаз и другие известные политики.